# Akademik Sergej Korolëv
L’Akademik Sergej Korolëv (Progetto 1908 secondo la classificazione russa) era una nave progettata per svolgere missioni di supporto al programma spaziale sovietico entrata in servizio nel 1970. Era intitolata a Sergej Pavlovič Korolëv (1906-1966), il padre della conquista dello spazio sovietica. Divenuta di proprietà ucraina dopo il crollo dell'Unione Sovietica, fu demolita nel 1997.

## Tecnica
L'Akademik Sergej Korolëv aveva una dotazione elettronica estremamente completa, che la metteva in grado di svolgere con successo una vasta serie di operazioni relativa all'appoggio delle missioni spaziali, non solo sovietiche. La nave era inoltre in grado di condurre esperimenti non solo nell'alta atmosfera, ma anche nello spazio esterno.
L'Akademik Sergej Korolëv aveva ben 1 200 posti, inclusi 79 laboratori che permettevano il lavoro di 188 scienziati.

## Il servizio
La nave venne costruita presso il cantiere navale di Nikolayev, ed entrò in servizio nel 1970. Inquadrata nella componente navale dell'Accademia russa delle scienze, operò principalmente nell'oceano Atlantico per monitorare dati, traiettorie e telemetrie degli oggetti spaziali, oltre che per garantire le comunicazioni con i cosmonauti.
Nel 1975, la nave prese parte al programma sovietico americano Apollo-Soyuz.
In seguito al crollo dell'Unione Sovietica, la nave, che era basata ad Odessa come la Kosmonavt Yuri Gagarin, divenne di proprietà ucraina. In seguito venne rinominata OROL e fu venduta per la demolizione. Nel 1997 venne definitivamente smantellata.